# جغرافيا بوروندي
تبلغ مساحة بوروندي 27,800 كيلومتر، وتشرف أرضها من الغرب على حافة أخدود شرقي أفريقيا وحيث بحيرة تنجانيقا، ثم ترتفع أرضها مكونة سلاسل جبلية بركانية، يصل ارتفاعها إلى أكثر من 1,800 متر، ثم تسود أرضها هضية تمتد حتي حدودها مع تنزانيا، وأبرز أنهارها رويزيزي وهناك روافد عديدة تصل إلى نهر كاجيرا، أول منابع النيل من الجنوب.
تبلغ مساحة بوروندي 27,834كم². وتمتد حدودها الغربية على طول الأخدود العظيم. وتشمل هذه المنطقة الجزء الشمالي من بحيرة تنجانيقا ونهر روسيزي. ويرتفع الجزء الشمالي الغربي لبوروندي من الوادي، إلى أكثر من 2,680م فوق سطح البحر. ويتكون معظم السطح في غرب بوروندي من صخور بركانية. وعادة ما تكون التربة المتكونة على سطح الهضبة البركانية خصبة؛ إلا أن الأمطار الغزيرة في هذه المنطقة جرفت معظم المواد الكيميائية المفيدة، ثم أدت أساليب الزراعة البدائية إلى إنهاك التربة وتعريتها.
وتغطي هضاب شديدة الانحدار شرقي ووسط بوروندي. وتتكون مستنقعات في أسفل الجروف؛ وتنتج التربة بالقرب من هذه المستنقعات محاصيل أفضل من تلك التي تنتج في غرب بوروندي. وتغطي مرتفعات أخرى جنوب بوروندي.

## المناخ
مناخ بوروندي ينتمي إلى النمط الاستوائي الرطب، غير أن الارتفاع عدل من حرارتها، وأشد جهاتها حرارة القسم الغربي حيث الأخدود الأفريقي وأمطار هذا القسم أقل نسبياً من القسم المرتفع من أرض بوروندي .وتشتهر باعتدال الجو بها أيضاً إذ تبلغ الحرارة في المتوسط 28 مئوية. ويتساقط المطر بها في موسم الأمطار 7 أشهر.
يبلغ متوسط درجة الحرارة في بوجومبورا في الأخدود العظيم حوالي 23°م. ويصل متوسط درجة الحرارة في المناطق الجبلية الغربية من البلاد 17°م. ويبلغ المتوسط السنوي للأمطار 150سم. يبلغ متوسط درجة الحرارة في منطقة الهضاب 20°م. والمتوسط السنوي للأمطار 120سم.